# المحل (مناخة)

تعديل مصدري - تعديل

المحل هي إحدى قرى عزلة بني خطاب بمديرية مناخة التابعة لمحافظة صنعاء، بلغ تعداد سكانها 46 نسمة حسب تعداد اليمن لعام 2004.